# غيرترود تشاندلر وارنر
غيرترود تشاندلر وارنر (بالإنجليزية: Gertrude Chandler Warner) (16 أبريل 1890 في الولايات المتحدة - 30 أغسطس 1979)؛ كاتِبة مُتخصِّصة في أدب الأطفال، مُدرسة وروائية أمريكية.